# 영종대교 연쇄 추돌 사고
영종대교 연쇄 추돌 사고는 2015년 2월 11일 인천광역시 인천국제공항고속도로 영종대교 구간 서울 방면 상부도로에서 안개와 해무로 인한 저시정으로 인하여 발생한 사고로 총 106대가 추돌하였으며 공식 집계된 당시 사상자 수는 사망 2명, 부상 130명이었다. 차량 106대가 파손돼 13억2천여만원의 재산피해가 났다. 그러나 4개월 후인 2015년 6월 필리핀 국적의 여성(58)이 병원 치료 중 추가로 숨짐에 따라 최종 사망자는 모두 3명으로 늘었고 부상자는 129명으로 집계됐다.

## 안개
사고의 원인은 안개 상태에서 가시거리가 매우 낮은 상태에서 과속으로 인한 사고로 추정된다. 당시 운전자의 증언에 의하면 톨게이트 지나자마자 안개로 가시거리가 30~40 m 정도였고 영종대교 건너서는 불과 10 m까지 감소해 주행 속도가 시속 15 km까지 떨어졌다.
사고 당일인 2월 11일 오전 3시부터 경기 북부지역에 가시거리 1 km 미만의 복사안개가, 영종도 지역에 가시거리 2 km 내외의 안개가 형성되었다. 오전 6시 이후 경기북부의 시정 1 km 미만 지역이 서울 서쪽과 영종도 부근까지 확대된 것은 연안안개 혹은 내륙에서 형성된 복사안개의 이류에 의한 것으로 해석된다. 일반적인 복사안개와 달리 2월 11일에는 일출 후 90분이 경과한 오전 9시 이후에 가시거리가 100 m 이하로 떨어져 일출 후에 오히려 안개가 더욱 발달하는 현상을 보였는데 그 원인은 지속적인 수증기 공급과 기온 역전층의 강화로 추정된다. 인천국제공항은 2월 11일 오전 6시를 기점으로 시정이 50 m까지 떨어져 항공기 이착륙이 제한되는 상황에까지 이르게 된다. 또한 인천은 일출시간인 오전 7시 30분에 시정이 123 m까지 떨어졌고, 강화도는 5시 30분에 100 m 이하에서 7시 1 km, 8시에서 10시까지 다시 떨어졌다가 12시가 넘어서야 2 km 이상으로 회복되었다. 복사안개 그리고 차가운 북서 기류의 유입에 의해 연안안개가 형성되어, 영종대교에서 106중 추돌사고가 발생한 시점인 9시 45분경에는 인천공항 시정이 1 km를 넘었고, 인천광역시 시정도 1.6 km를 넘지만 강화도 지역은 여전히 100 m 이하를 보였다.

## 같이 보기
- 한국의 안개
- 서해대교
- 해무